# Edgar Sitzmann
Edgar Sitzmann (* 13. Januar 1935 in Bamberg; † 18. Juli 2024 ebenda) war ein deutscher Kommunalpolitiker (CSU) und der Bezirkstagspräsident des Bezirks Oberfranken von 1982 bis 2003.

## Leben und Beruf
Edgar Sitzmann war von der Ausbildung her Lehrer. Er war seit 1956 Mitglied der katholischen Studentenverbindung KDStV Fredericia Bamberg im CV. 1957 kam er an die Volksschule nach Untersteinach, ab 1969 war er in Burgwindheim tätig. Ab 1991 war er Rektor an der Hugo-von-Trimberg-Schule in Bamberg.
Er war Erster Bürgermeister der Gemeinde Untersteinach von 1967 bis 1972 und später des Marktes Burgwindheim. Er war Mitglied des Kreistags des Landkreises Bamberg und des Bezirkstags Oberfranken, ehe er 1982 zum Bezirkstagspräsidenten des Bezirks Oberfranken gewählt wurde. 18 Jahre lang war er auch Vizepräsident des Bayerischen Bezirkstags.
Am 18. Juli 2024 verstarb er in seiner Geburtsstadt Bamberg im Alter von 89 Jahren.

## Ehrenämter
Sitzmann hatte mehrere ehrenamtliche Funktionen inne. Unter anderem war er 2. Bundesvorsitzender des Frankenbundes.

## Ehrungen
- Bundesverdienstkreuz 1. Klasse
- Bayerischer Verdienstorden
- Kommunale Verdienstmedaille in Gold
- Verdienstmedaille des Landkreises Bamberg in Silber[3]